# Mesat Seni
Mesat Seni is een bestuurslaag in het regentschap Lubuklinggau van de provincie Zuid-Sumatra, Indonesië. Mesat Seni telt 2080 inwoners (volkstelling 2010).